# 褐腹狡蛛
褐腹狡蛛（学名：Dolomedes mizhoanus）为盗蛛科狡蛛属的动物。分布于台湾岛等地，多见于山区溪流边。该物种的模式产地在日本。